# كلايرو
كلير إليزابيث كوتريل (ولدت في 18 أغسطس 1998) ، والمعروفة باسم كلايرو ، هي مغنية وكاتبة أغاني أمريكية. ولدت في أتلانتا ، جورجيا ونشأت في كارلايل ، ماساتشوستس ، وبدأت في نشر الموسيقى على الإنترنت في سن 13 عامًا.

## حياتها المبكرة
ولدت كلير كوتريل في أتلانتا ، جورجيا ؛ ومع ذلك ، فقد نشأت في كارلايل ، ماساتشوستس .

## الحياة الشخصية
في عام 2017 ، بدأ كوتريل الالتحاق بجامعة سيراكيوز .
تم تشخيص إصابة كوتريل بالتهاب المفاصل الروماتويدي عند الأطفال في سن السابعة عشرة. ظهرت كوتريل كمزدوجة الميول الجنسية لمعجبيها عبر منصة تويتر في مايو 2018. في مقابلة ، أوضحت أن تكوين صداقات في الكلية هو ما ساعدها على الخروج لأنهم كانوا مثليين بشكل علني واستلهمت ذلك من «ثقتهم واستعدادهم للانكشاف».

## ديسكغرفي
- مناعة (2019)

## روابط خارجية
- الموقع الرسمي
- كلايرو على إنستغرام